# Su Yu Chang
El gran mestre Su Yu-Chang (n. 1940) és doctor en medicina tradicional xinesa, filosofia oriental i acupuntura, així com actual Guardià (Hereu Universal) de diversos estils de kung-fu, i expert en d'altres. Nascut a Dongshan (Tainan), a Taiwan; ha consagrat la seva vida a l'estudi, ensenyament i difusió de les arts marcials tradicionals xineses per tot el món. Parteix del seu llegat és el Institut d'Arts Marcials Pachi Tanglang, del qual és fundador i director, amb seus a diversos països del món, entre ells Espanya i Veneçuela.

## Carrera en les arts marcials
El mestre Su es va iniciar en les arts marcials a primerenca edat. En la seva infància i adolescència va estudiar els estils Mizong quan i Tanglang quan "Mantis" amb el mestre Chang Et-Kuei durant més de 10 anys.
El 1954, amb només 14 anys, va guanyar el campionat nacional xinès de kung-fu. Pels seus veloços moviments, va ser sobrenomenat «Puny Llampec» per la comunitat d'artistes marcials, àlies que des de llavors li ha acompanyat.
El 1957 va deixar el seu poble natal i es va traslladar a la capital, Taipei, on va estudiar Mantis amb els grans mestres Wei Hsiao-Tang i Li Kuen-Shan. El 1960 va entrar en contacte amb el mestre Li Yuen-Tzu, amb qui va estudiar Mizong quan i Bajiquan.
El 1960 va prestar el servei militar durant 2 anys, i durant aquest temps va ensenyar Bajiquan en una escola militar. Una vegada acabat el servei, va tornar a contactar amb Li Yuen-Tzu per continuar els seus estudis. No obstant això, Li Yuen-Tzu estava malalt, per la qual cosa no va poder seguir ensenyant-li. No obstant això, li va dir que hi havia rumors que un alumne del gran mestre Li Shu-Wen, conegut en tot el nord de la Xina com un gran artista marcial, havia arribat a Taiwan per formar part de l'exèrcit: el mestre Liu Yun-Qiao.
El 1963 va començar a estudiar Bajiquan amb el mestre Liu Yun-Qiao, juntament amb Adam Hsu i Liang Chi-Tzu. Amb ell estudiaria Yang Taijiquan, Baguazhang, Piguaquan i Xingyiquan, i per recomanació seva, Chen Taijiquan amb el mestre Tu I-Sai.
El 1968 va guanyar la medalla d'or com a membre de l'equip taiwanès en el Campionat Internacional d'Arts Marcials de Malàisia.
El 1978 viatja a Veneçuela, on s'estableix i funda l'Intituto Pachimen, que més tard passaria a ser l'Institut d'Arts Marcials Pachi Tanglang. Al setembre de 1989 viatja a Espanya per primera vegada, visitant Barcelona i Palma i impartint diversos cursets. Un any més tard, donada la inestabilitat política de Veneçuela, s'estableix de forma permanent a Palma durant diversos anys.
Durant aquest període, el mestre El seu i els seus alumnes obren seus de l'Institut Pachi Tanglang a diverses ciutats del món. A les primeres seus a Veneçuela i Espanya, s'afegeixen noves a Malàisia, Taiwan, Japó, EUA, Gran Bretanya, Holanda, Suïssa, Noruega, Colòmbia i Argentina.
L'agost de 1991, el mestre El seu estava de pas a Pequín per assistir a una competició de kung-fu tradicional juntament amb alguns dels seus alumnes espanyols en Jinan, Shandong. Sabent que el mestre Liu es trobava a la ciutat, va anar a visitar-ho. El gran mestre Liu Yun-Qiao, conscient que no li quedava molt temps, li designo com a «guardià» dels secrets de la línia. Poc després, a la tornada del viatge, els dos mestres van tornar a coincidir a Taiwan, on li va lliurar l'escrit secret de Bajiquan.
També el 1991, va ser contractat per a l'ensinistrament dels cossos especials encarregats de la seguretat dels Jocs Olímpics de Barcelona 1992. Arran d'aquest esdeveniment, obre la seu del Centre Pachi Tanglang a Barcelona.
Actualment, el mestre Su té la seva residència fixa en Taipei, però viatja regularment entre les diferents seus de l'Institut i organitza cursos internacionals per a tots els seus alumnes cada any.

## Vida acadèmica
Doctorat en medicina xinesa per la Universitat Nacional de Taiwan, va impartir classes en aquesta universitat, així com a la Universitat de Pedagogia de Taiwan, la Universitat Fong Chia i la Universitat Fu Yeng, entre d'altres. Va ser director de l'associació de professors d'arts marcials pels Jocs Olímpics de la Xina, així com instructor de combat a l'Escola Oficial de l'Exèrcit de la Forces Armades de Taiwan.
Durant la seva estada a Veneçuela, va ser conferenciant convidat en la Universitat Central de Veneçuela, l'Institut Pedagògic de Caracas i de diverses institucions privades. A més, va ser nomenat vicepresident de l'Associació Sud-americana d'Arts Marcials.